# 清瀬ひかり
清瀬 ひかり（きよせ ひかり、1986年6月10日 - ）は、日本の女優。
大阪府出身。劇団青年座研究所40期卒で現在は劇団青年座の準劇団員。

## 出演

### 舞台
- モダンボーイズ（2021年4月3日 - 4月16日、東京・新国立劇場 中劇場）[2]

### 映画
- 相棒 -劇場版IV- 首都クライシス 人質は50万人! 特命係 最後の決断（2017年2月11日） - 天谷清子 役
- やまない雨はない（2017年） - 川村信子（20〜30代） 役
- 呪い返し師—塩子誕生（2022年） - 佐々木麗奈 役

### テレビドラマ
- 愛を乞うひと（2017年1月11日、読売テレビ）
- 黒革の手帖（2017年7月 - 9月、テレビ朝日）
- 将棋めし（2017年8月 - 9月、フジテレビ） - 係員 役
- オーファン・ブラック〜七つの遺伝子〜（2017年12月 - 2018年1月、フジテレビ）
- いつかこの雨がやむ日まで（2018年8月 - 、フジテレビ） - ハルカ 役
- 王様に捧ぐ薬指 第3話（2023年5月2日、TBS） - 松井 役
- 能面検事 第2話（2025年7月18日、テレビ東京） - 楠葉峰隆の同僚・細見 役[3]

### 配信ドラマ
- 東京女子図鑑 第八話・豊洲編「絶滅しない絶滅危惧種」（2017年2月3日、Amazonビデオ）